# Oostelijke Slaven

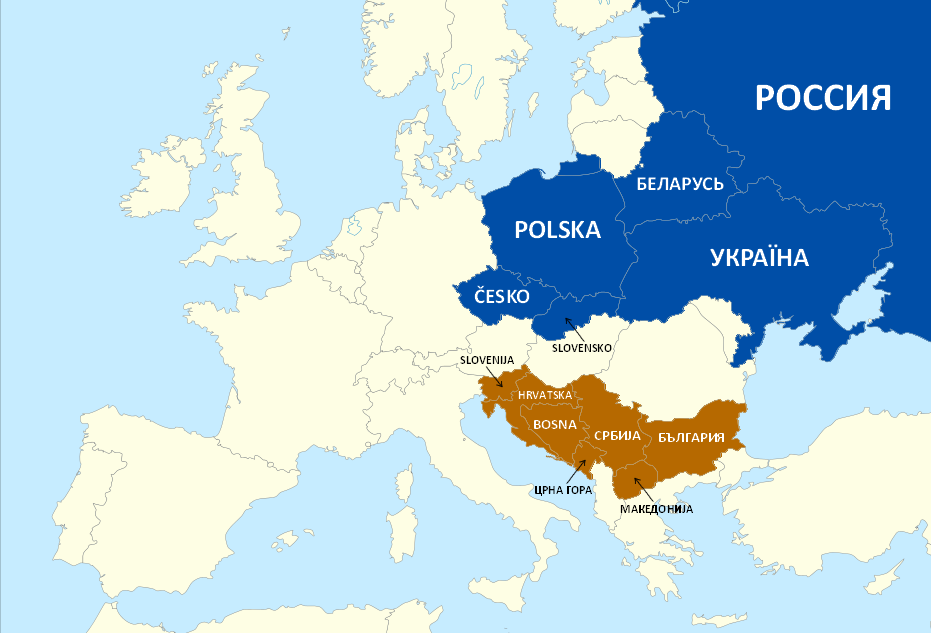
Een kaart van de Noord-Slavische en Zuid-Slavische landen, een alternatieve manier om de Slavische talen en culturen te categoriseren. Alternatieve variant met de oorspronkelijke namen van elke natiestaat.

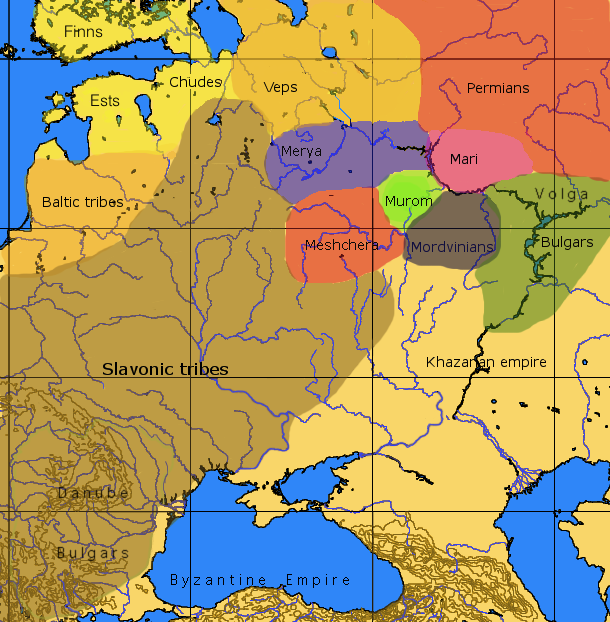
Kaart die de waarschijnlijke globale spreiding van de verschillende bevolkingsgroepen toont in de 9e eeuw, voor de komst van de Varjagen

De Oostelijke Slaven werden gevormd door de Slavische stammen die, nadat de Westelijke en Zuidelijke Slaven zich omstreeks de 6e eeuw van de vroege Slaven hadden afgesplitst, in het oostelijke oorsprongsgebied achterbleven en zich vervolgens naar het noorden en oosten uitbreidden.
De vroege geschiedenis van deze groep wordt gekenmerkt door een gebrek aan feitelijke kennis over het gebied waarin zij leefden. Er zijn zeer weinig documenten uit het gebied bekend van voor de 11e eeuw en geen enkele van voor de 9e eeuw. Ze begint in de 9e eeuw met de invallen van en handel met de Varjagen, waardoor het eerste Oost-Slavische rijk ontstond: het Kievse Rijk.

### Voorgeschiedenis

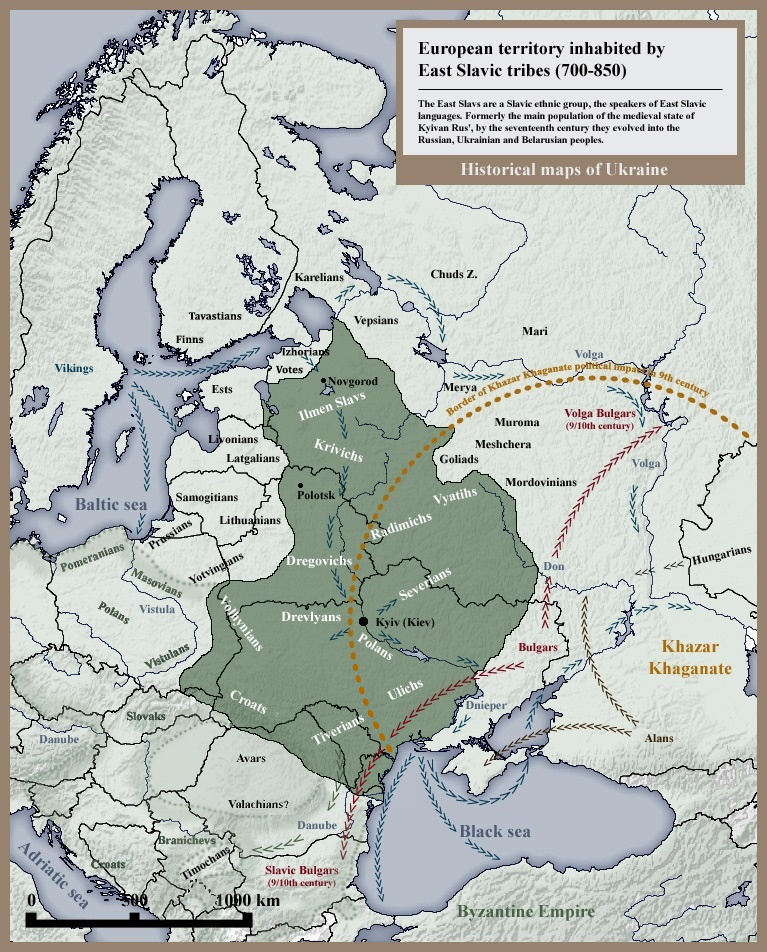
Oostelijke Slaven, 9e eeuw.

## Geschiedenis

### Vroege geschiedenis

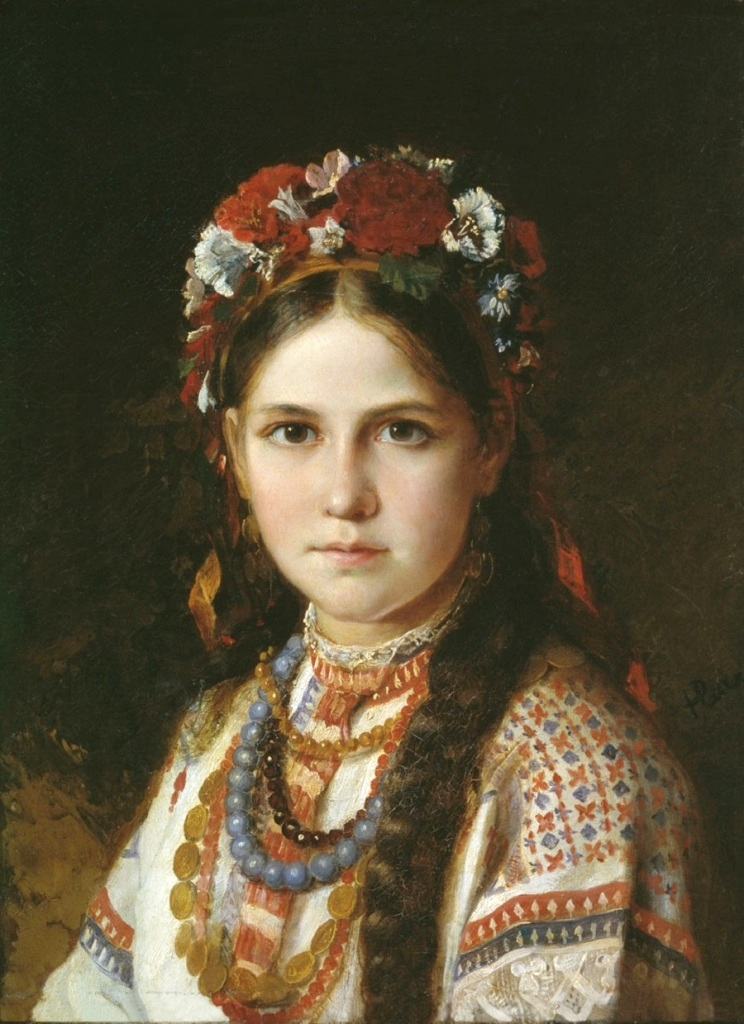
Een jong Oekraïens meisje in een klederdracht, door Nikolaj Rachkov

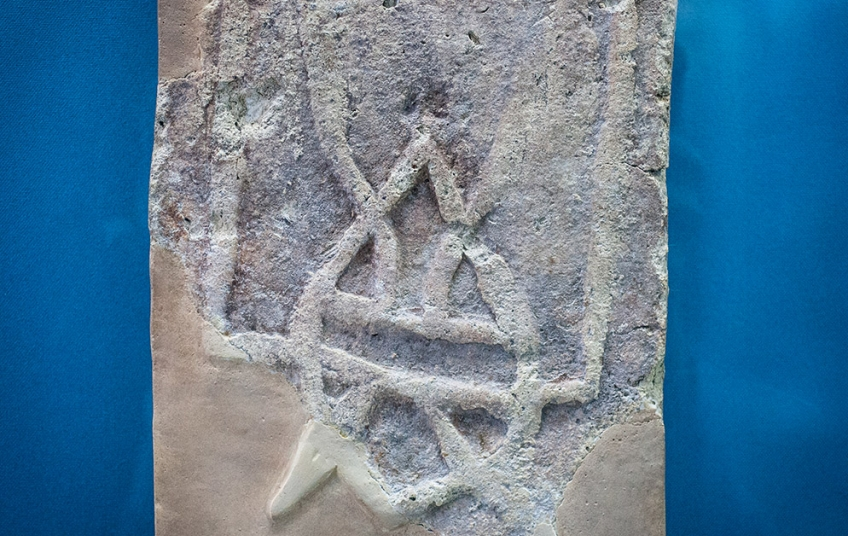
Tryzub. Vroege verschijning van een symbool van Oekraïne. De drietand werd gevonden in de restanten van de Tiendenkerk in Kiev.

De Oostelijke Slaven bevonden zich aan de Dnjepr in het hedendaagse Oekraïne en verspreidden zich vandaar noordwaarts naar het Ilmenmeer en de bovenloop van Don en Wolga. Ze hadden in die tijd handelsrelaties met de Scandinavische Vikingen, Wolga-Bulgarije en het Byzantijnse Rijk. Kiev werd waarschijnlijk gesticht in de 5e of de 6e eeuw als een fort dat de Dnjepr beheerste en waar tol werd geheven op boten die terugkeerden naar het Byzantijnse Rijk. 
De Chazaren, een Turkstalig volk, had zich inmiddels gevestigd ten oosten van de Kaspische Zee en rukte van daaruit op naar het westen. Tegen 650 strekte hun rijk zich uit van de Amu Darja tot aan de Dnjestr en begon veel te handelen met het Byzantijnse Rijk. Veel Oostslavische stammen werden schatplichtig aan de Chazaren.

### Het rijk der Roes
In 793 begonnen de invallen vanuit het noorden door de Scandinavische Varjagen. Volgens de Nestorkroniek nam Rurik in 862 de macht over in Novgorod. Van hieruit werd in 880 de basis voor het middeleeuwse Kievse Rijk gelegd.
Het eerste historische manuscript is de Nestorkroniek (eigenlijke benaming Het verhaal van de voorbije jaren) die in de laat 11e, begin 12e eeuw door monniken van het Kievse Holenklooster werd geschreven. In het boek worden twaalf Slavische stammen (plemena) beschreven die in de 9e eeuw tussen de Oostzee en de Zwarte Zee woonden en de basis vormden voor het Kievse Rijk:
Dit waren de Slavische stammen (tussen haakjes de Russische naam):
1. Witte Chorvaten (Белые хорваты)
2. Drevljanen (Древляне)
3. Doeleben (Дулёбы)
4. Dregovitsjen (Дреговичи)
5. Slovenen (Словѣне of Ильменские славяне)
6. Krivitsjen (Кривичи)
7. Oelitsjen of Oeglitsjen (Уличи/Угличи)
8. Poljanen (Поляне)
9. Radimitsjen (Радимичи)
10. Severjanen (Северяне)
11. Tivertsen (Тиверцы)
12. Vjatitsjen (Вятичи)

Gezamenlijk werden deze nu Het volk der Roes genoemd.

### Russen en Roethenen
In de 12e eeuw viel het Kievse Rijk uiteen in een groot aantal zelfstandige vorstendommen. De vorst Daniel van Galicië werd in 1253 door Paus Innocentius IV als koning der Roes (Rex Rusiae) benoemd. Zijn koninkrijk, beter bekend als Galicië-Wolynië, kon zich op de lange duur niet voortzetten tegenover Litouwen en Polen. Historisch belangrijk was echter zijn toenadering tot het westen.
In de daaropvolgende eeuwen consolideerden zich twee grotere "Slavische" rijken: het Grootvorstendom Litouwen, later Pools-Litouwse Gemenebest, en Moskovië, het latere Keizerrijk Rusland. In het eerste werd als cultuurtaal het Oudroetheens gebruikt, in het tweede het Russisch.
Uit deze tweedeling zouden enerzijds de Wit-Russen en Oekraïners, anderzijds de Russen ontstaan.
Onder Litouwen en Polen werden de Oostelijke Slaven Rutheni (Roethenen) genoemd, in het Russische rijk sprak men van Roesski, zowel voor het westen als voor het oosten.
Met de Poolse Delingen kwamen de meeste Oostelijke Slaven onder het Russische rijk, met uitzondering van Galicië en Lodomerië, dat een deelkoninkrijk van Oostenrijk-Hongarije werd, en Karpato-Roethenië, dat al sinds de 11e eeuw een deel van Hongarije was.

### Opkomst van het nationalisme
Met de opkomst van het nationalisme in het Europa van de 19e eeuw vormden zich ook onder de Wit-Russen en Oekraïners nationalistische groeperingen. In Wit-Rusland resulteerde dit in het ontwikkelen van een eigen schrifttaal, gebaseerd op lokale dialecten. Onder de Wit-Russische bevolking, meestal eenvoudige boeren, had het nationalisme echter weinig impact. Onder de Oekraïners was de invloed groter, met name onder de stedelijke bevolking onder Oostenrijk-Hongarije (waar zij Ruthenen genoemd werden). Ook voor het Oekraïens werd een schrifttaal ontwikkeld.